# Echeverría (estación)
Echeverría es una estación fantasma que estaba proyectada en la línea 4A del Metro de Santiago. Se ubica entre las estaciones La Cisterna y San Ramón, por el eje central de la Autopista Vespucio Sur, entre las calles Blas Vial y María Vial en la comuna de la La Cisterna, específicamente en la intersección de Américo Vespucio con las calles Ignacio Echeverría (por la calzada norte) y Peró (por la calzada sur).
Esta estación se encuentra a mitad de construcción, estando terminadas solamente las plataformas de los andenes y la pasarela que cruza la autopista, faltando por construir el edificio de la estación, las escaleras, ascensores, torniquetes y la mesanina (donde se ubicarían las boleterías).
El principal motivo para su no construcción radica en el sector residencial de su entorno inmediato, el cual no alcanzaría la densidad que justifique su existencia. Es posible que se materialice en los próximos años, de aumentar la densidad poblacional en el sector.

## Origen etimológico
El nombre de esta estación proviene de la calle Ignacio Echeverría ubicada en el costado norte de la estación con sentido norte-sur.